# South Gorin
South Gorin és una població dels Estats Units a l'estat de Missouri. Segons el cens del 2000 tenia 143 habitants.

## Demografia
Segons el cens del 2000, South Gorin tenia 143 habitants, 55 habitatges, i 32 famílies. La densitat de població era de 276,1 habitants per km².
Dels 55 habitatges en un 38,2% hi vivien nens de menys de 18 anys, en un 49,1% hi vivien parelles casades, en un 7,3% dones solteres, i en un 41,8% no eren unitats familiars. En el 40% dels habitatges hi vivien persones soles el 27,3% de les quals corresponia a persones de 65 anys o més que vivien soles. El nombre mitjà de persones vivint en cada habitatge era de 2,6 i el nombre mitjà de persones que vivien en cada família era de 3,53.
Per edats la població es repartia de la següent manera: un 37,1% tenia menys de 18 anys, un 3,5% entre 18 i 24, un 28% entre 25 i 44, un 13,3% de 45 a 60 i un 18,2% 65 anys o més.
L'edat mediana era de 34 anys. Per cada 100 dones de 18 o més anys hi havia 73,1 homes.
La renda mediana per habitatge era de 25.795 $ i la renda mediana per família de 27.500 $. Els homes tenien una renda mediana de 29.375 $ mentre que les dones 13.750 $. La renda per capita de la població era de 16.365 $. Entorn del 14,7% de les famílies i el 19,1% de la població estaven per davall del llindar de pobresa.

## Poblacions més properes
El següent diagrama mostra les poblacions més properes.